# Methanomicrobium
En taxonomía, Methanomicrobium es un género de arqueas metanógenas dentro de Methanomicrobiaceae. Las células son en forma de barras cortas y no forman endosporas.  Ellos producen metano a través de la reducción de dióxido de carbono con hidrógeno o formiato. No pueden metabolizar acetato, metilaminas, o metanol.

## Otras lecturas

### Revistas científicas
- Judicial Commission of the International Committee on Systematics of Prokaryotes (2005). «The nomenclatural types of the orders Acholeplasmatales, Halanaerobiales, Halobacteriales, Methanobacteriales, Methanococcales, Methanomicrobiales, Planctomycetales, Prochlorales, Sulfolobales, Thermococcales, Thermoproteales and Verrucomicrobiales are the genera Acholeplasma, Halanaerobium, Halobacterium, Methanobacterium, Methanococcus, Methanomicrobium, Planctomyces, Prochloron, Sulfolobus, Thermococcus, Thermoproteus and Verrucomicrobium, respectively. Opinion 79». Int. J. Syst. Evol. Microbiol. 55 (Pt 1): 517-518. PMID 15653928. doi:10.1099/ijs.0.63548-0.
- Balch WE; Fox GE; Magrum LJ; Woses CR et al. (1979). «Methanogens: reevaluation of a unique biological group». Microbiol. Rev. 43 (2): 260-296. PMC 281474. PMID 390357.

### Bases de datos científicos
- PubMed
- PubMed Central
- Google Scholar